# Almtorp
Almtorp var ett torp under Vällinge i Salems socken i Stockholms län. Torpet var ett nybygge som uppfördes under slutet av 1840-talet. Till torpet hörde ett uthus. Cirka 50 meter norr om torpet finns fortfarande en vattenkälla.
I oktober 1849 flyttade de första invånarna in, torparen Carl Ericsson med familj. De kom närmast från ett annat Vällinge-torp, Dalkarlstorp. Den före detta skomakaren Oskar Fredrik Ferdinand Ahlgren blev den siste som bodde i torpet. Han flyttade ut 1918. Almtorp revs omkring 1930.
Vid en växtinventering 1988 fann man många typiska torpväxter runt torpgrunden. Där fanns bland annat apel, körsbär, plommon, päron, hallon, krusbär och syrén.
Salems hembygdsförening har satt upp en torpskylt som markerar läget för torpet.